# Estação Campo-Formio
Campo-Formio é uma estação da linha 5 do Metrô de Paris, localizada no 13.º arrondissement de Paris.

## Localização
A estação está localizada no boulevard de l'Hôpital ao nível da rue de Campo-Formio.

## História

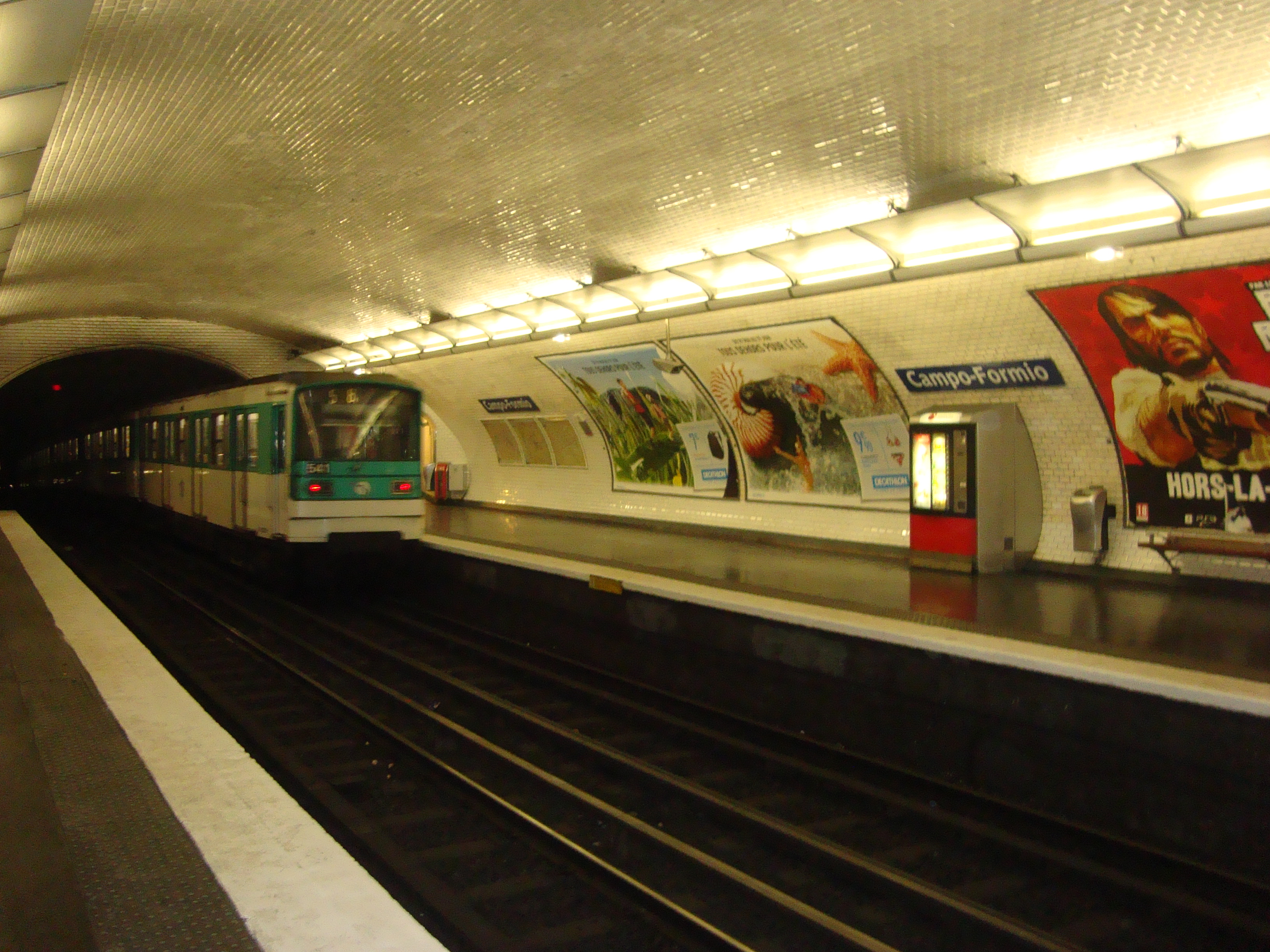
Um trem sai da estação Campo-Formio

A estação foi aberta em 6 de junho de 1906.
Ela deve o seu nome por metonímia à rue de Campo-Formio próxima, e presta homenagem à cidade italiana de Campoformido (que na época se chamava Campo-Formio) em Friul-Veneza Júlia que viveu, em 1797, a assinatura do Tratado de Campoformio entre Áustria e Bonaparte. A França obteve a Bélgica, uma parte da margem esquerda do Reno, as ilhas Jônicas e o reconhecimento da República Cisalpina.
Durante o verão de 2007, a estação foi o terminal provisório da linha 5 na sequência do fechamento das plataformas da estação Place d'Italie e na construção da boucle d'Italie.
Em 2011, 1 234 237 passageiros entraram nesta estação. Ela viu entrar 1 120 960 passageiros em 2013, o que a coloca na 289ª posição das estações de metrô por sua frequência em 302.

## Serviços aos Passageiros

### Plataformas
Campo-Formio é uma estação de configuração padrão: ele tem duas plataformas laterais separadas pelas vias do metrô e a abóbada é elíptica. A decoração é do estilo usado para a maioria das estações de metrô: a faixa de iluminação é branca e arredondada no estilo "Gaudin" da renovação do metrô da década de 2000, e as telhas em cerâmica brancas biseladas recobrem os pés-direitos, a abóbada e o tímpano. Os quadros publicitários são metálicos e o nome da estação é em fonte Parisine em placas esmaltadas. É uma das poucas estações desprovidas de mobiliário para se sentar.

### Intermodalidade
A estação é servida pelas linhas 57 e 67 da rede de ônibus RATP.